# André Téchiné
André Téchiné (Valence d'Agen, 13 de março de 1943) é um realizador e argumentista francês.

## Biografia
Antes de passar à realização, Téchiné fez-se notar como jornalista e crítico nos Cahiers du Cinéma durante a década de sessenta. Iniciou-se em 1969 com Pauline s'en va. Alcançou popularidade internacional com Barocco (1976), um policial extremamente conseguido e bem desempenhado por Gérard Depardieu e Isabelle Adjani.

## Filmografia

### Realizador
- 1970 : Pauline s'en va
- 1972 : Michel, l'enfant roi
- 1975 : Souvenirs d'en France
- 1976 : Barocco (Escândalo de 1ª página)
- 1979 : Les Sœurs Brontë (As irmãs Brontë]
- 1981 : Hôtel des Amériques (O segredo do amor]
- 1983 : La Matiouette, ou l'arrière-pays   (TV)
- 1984 : L'Atelier    (TV)
- 1985 : Rendez-vous (Encontro)
- 1986 : Le Lieu du crime (O local do crime)
- 1987 : Les Innocents (A culpa dos inocentes)
- 1991 : J'embrasse pas (Não dou beijos)
- 1993 : Ma saison préférée (A minha estação preferida)
- 1994 : Les Roseaux sauvages (Juncos silvestres)
- 1994 : Tous les garçons et les filles de leur âge... (TV)
- 1996 : Les Voleurs
- 1998 : Alice et Martin
- 2001 : Loin
- 2003 : Les Égarés
- 2004 : Les Temps qui changent
- 2007 : Les Témoins
- 2009 : La Fille du RER
- 2011 : Impardonnables
- 2014 : L'Homme qu'on aimait trop
- 2016 : Quand on a 17 ans
- 2017 : Nos années folles
- 2018 : L'Adieu à la nuit

### Argumentista
- 1970 : Paulina s'en va
- 1975 : Aloïse
- 1975 : Souvenirs d'en France
- 1976 : Barocco (Escândalo de 1ª página)
- 1979 : Les Sœurs Brontë (As irmãs Brontë]
- 1981 : Hôtel des Amériques (O segredo do amor]
- 1983 : La Matiouette, ou l'Arrière-pays   (TV)
- 1983 : Hughie
- 1985 : Rendez-vous (Encontro)
- 1986 : Le Lieu du crime (O lugar do crime)
- 1986 : L'Atelier
- 1987 : Les Innocents (A culpa dos inocentes)
- 1991 : Mauvaise fille
- 1991 : J'embrasse pas (Não dou beijos)
- 1993 : Ma saison préférée (A minha estação preferida)
- 1994 : Les Roseaux sauvages (Juncos silvestres)
- 1994 : Tous les garçons et les filles de leur âge... (TV)
- 1996 : Transatlantique
- 1996 : Les Voleurs
- 1998 : Alice et Martin
- 2001 : Loin
- 2001 : Café de la plage
- 2003 : Les Égarés
- 2004 : Les Temps qui changent
- 2007 : Les Témoins

Les Impardonables

### Actor
- 1973 : La Maman et la Putain, de Jean Eustache
- 1988 : Les Ministères de l'art, de Philippe Garrel